# Antoinette de Maignelais
Antoinette de Maignelais, född cirka 1434, död 1474, var en fransk adelskvinna.
de Maignelais var mätress till Karl VII av Frankrike 1450–1461 innan han blev kung, med vilken hon fick en dotter, och till hertig Frans II av Bretagne 1461–1474, med vilken hon fick fem barn. Hon var spion åt kung Ludvig XI av Frankrike under sin tid som mätress åt hans far, och även under de första två åren som mätress åt hertigen av Bretagne.